# Parc Saint-Remi
Le parc Saint-Remi est un parc public de la ville de Reims, en France.

## Situation et accès
Il est accessible par la rue Simon, par la rue Saint-Julien et par la rue du Grand Cerf.

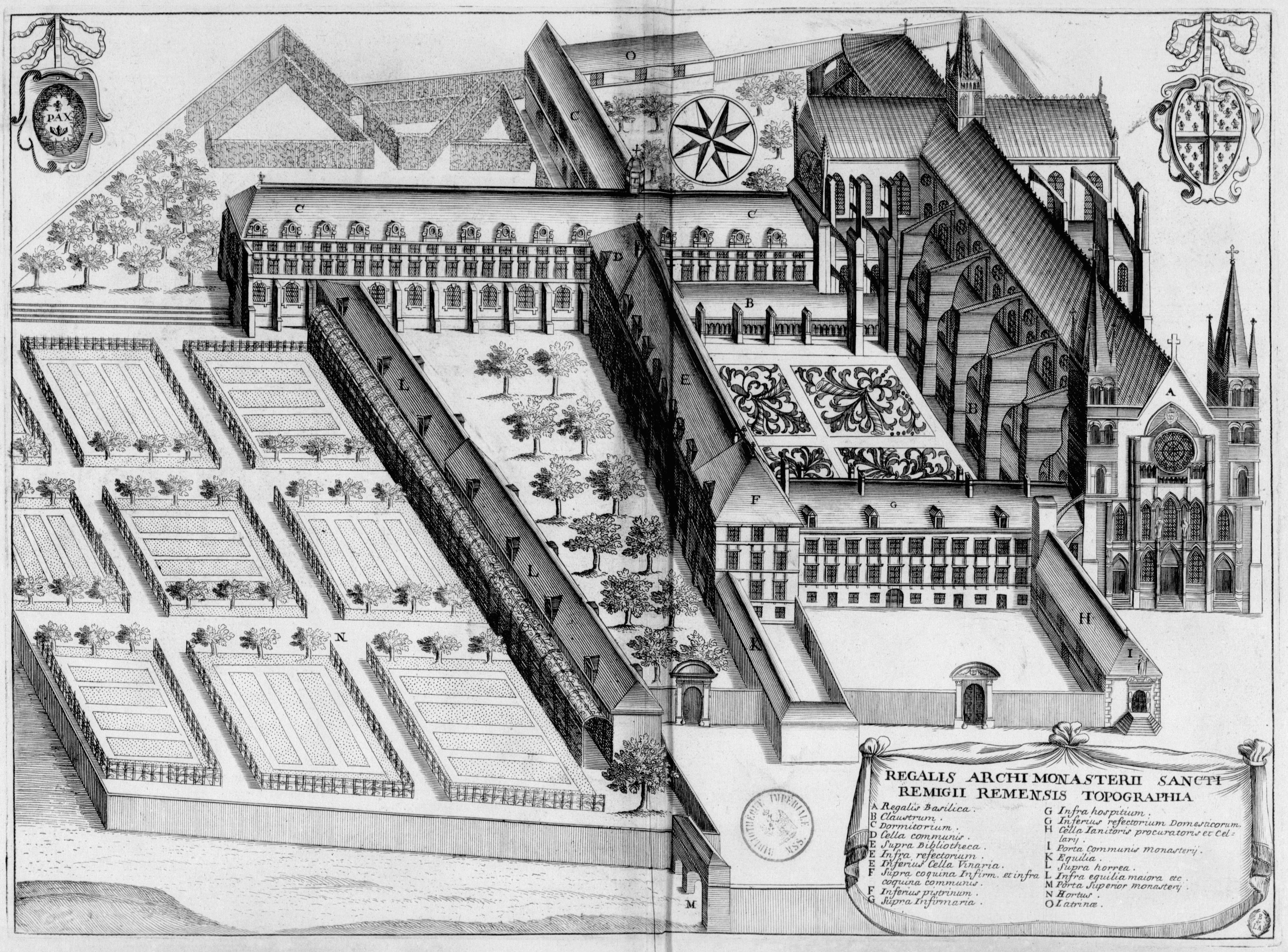
Plan de Saint-Remi et de son jardin dans le Monasticon Gallicanum.

## Origine
Le parc Saint-Remi a été réalisé en 1976, par le paysagiste Jean Camand au cœur de l’emplacement des jardins de l’ancienne abbaye de Saint-Remi devenu musée régional. Le "Jardin de saint-Remi" était approximativement situé entre la rue Simon, le faubourg Fléchambault, les remparts et la rue du Ruisselet. 
Ce parc, qui est situé dans le Quartier Barbâtre - Saint-Remi - Verrerie, porte le nom d’un évêque français, Remi de Reims qui baptisa le roi Clovis.

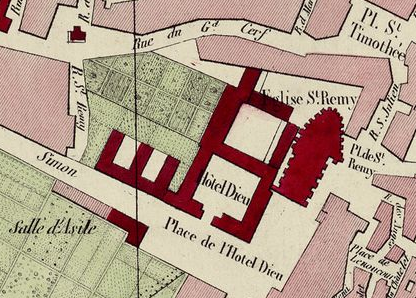
Jardins de l’ancienne abbaye de Saint-Remi sur le plan Héteau 1844.
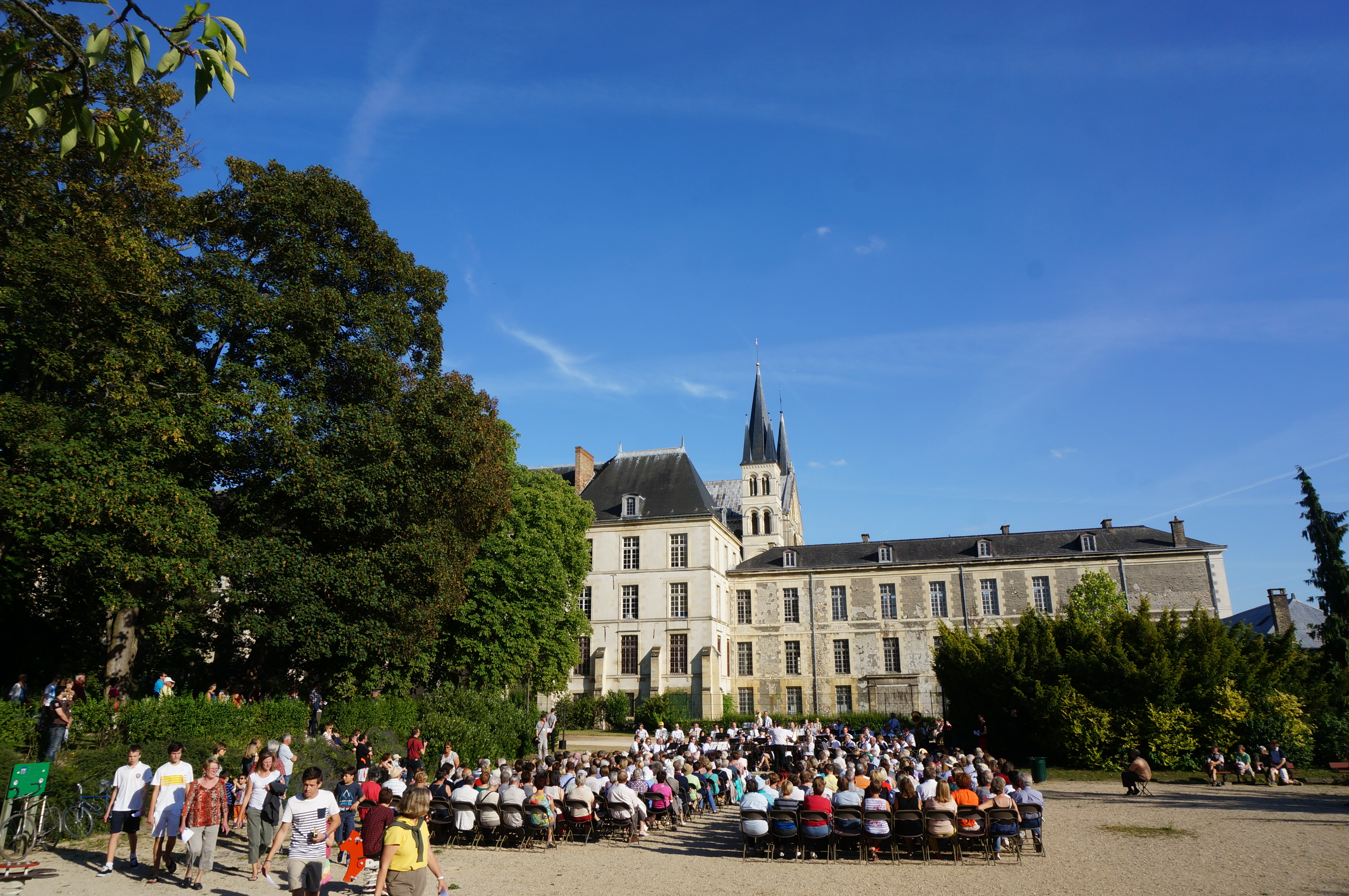
Accueillant un concert de l'Harmonie du 3e canton avec le musée et l'église en arrière plan.

## Caractéristiques
Ce parc, de 1,2 hectare, possède de grands arbres avec un important couvert végétal. Il possède quelques arbres remarquables ; arbre de fer, Noisetier tortueux, Cyprès de Notka pleureur, Arbre de Judée et des érables pourpre. Le parc Saint-Remi s’apprête a été revu dans son ensemble du mois d’octobre 2020 à fin novembre 2021.

## Équipements
Il comporte des aménagements destinés aux enfants et adultes (aire de jeux, une borne-fontaine), et pour les chiens une aire canine.

## Bâtiments remarquables et lieux de mémoire
Le parc est situé à côté de la basilique Saint-Remi de Reims,  du musée Saint-Remi de Reims, des ruines de l’ancienne église Saint-Julien avec  à proximité la statue du baptême de Clovis, côté sud, et la statue de Pierre Le Grand offerte par la Russie côté rue Simon. 
A l'intérieur du parc figure : 
- Un obélisque russe[3], en granit, a été érigé à la mémoire de soldats et officiers russes tombés au champ d’Honneur à la bataille de Reims le 13 mars 1814.
- Les ruines des remparts qui entouraient l'abbaye Saint-Remi. Elles sont visible aussi de la rue du  Grand-Cerf.
- De même, des puits d'aération des crayères des XVIII et XIX siècles, dits "essors", sont visibles dans le parc.

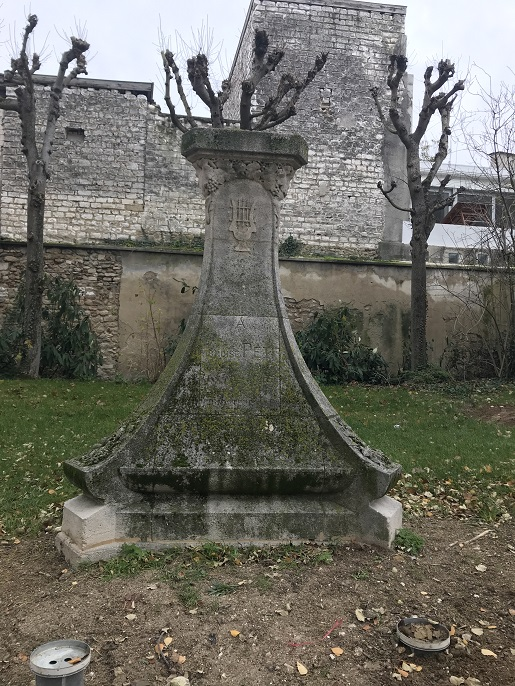
Mémorial à A. Petit, musicien.
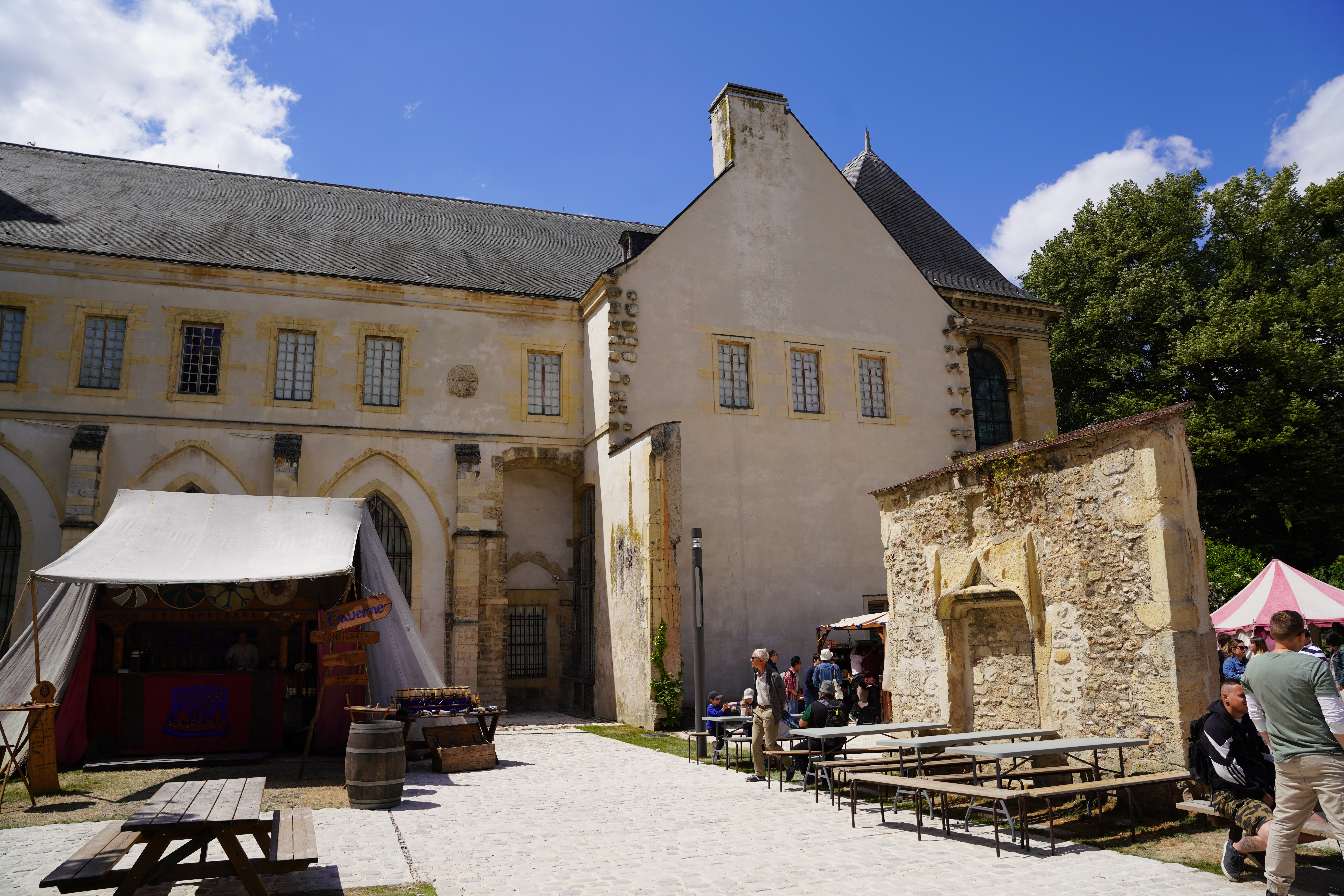
Cheminée et emplacement de la chapelle de l'abbé.
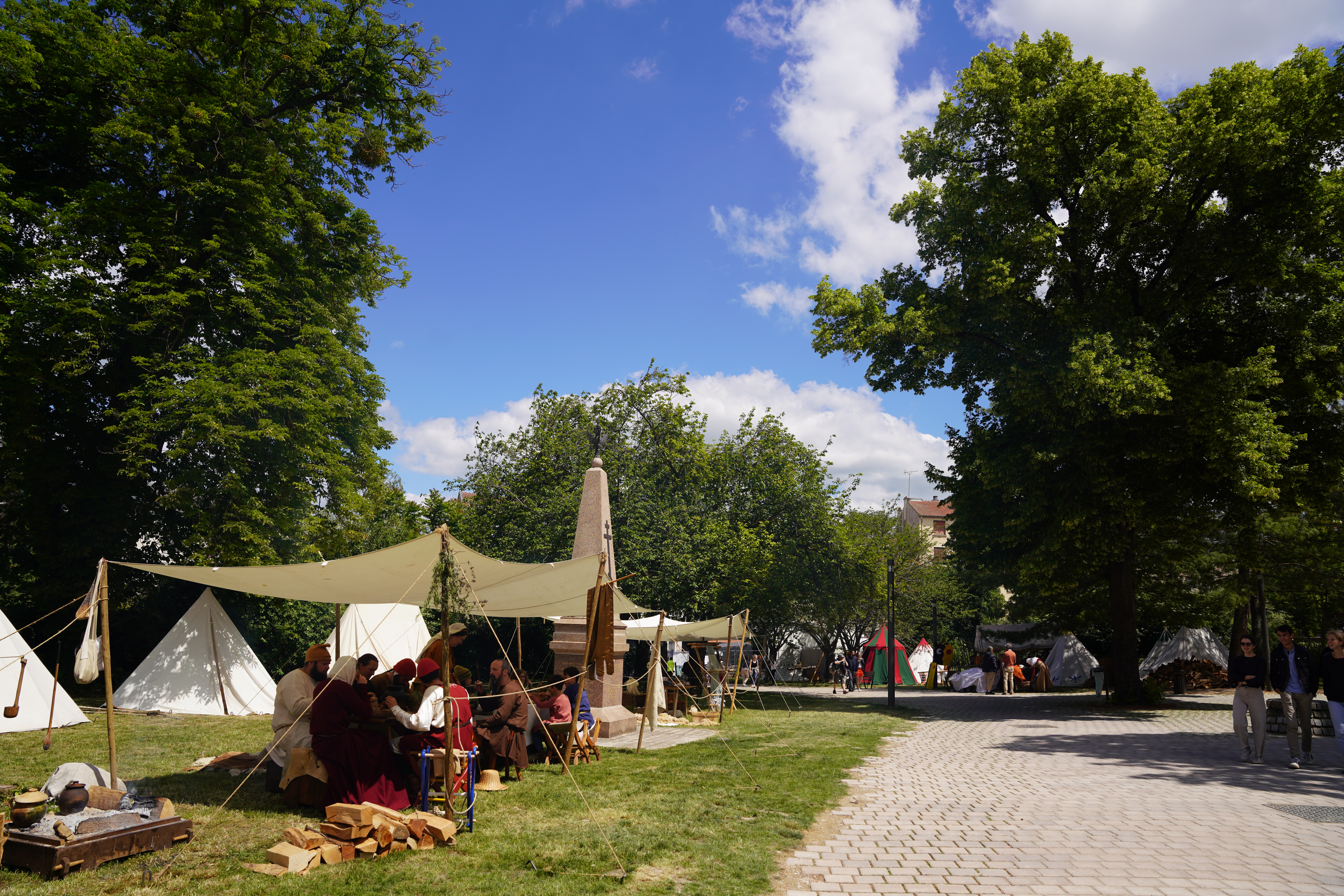
Lors des Fêtes johanniques de Reims.